# Nive
El Nive (en euskera: Errobi; en la ortografía occitana gascona conocida como clásica: Niva; en la ortografía gascona bayonesa: Nibe) es un río francés en el departamento de los Pirineos Atlánticos, afluente por la margen izquierda del Adur.

## Etimología
Su nombre podría ser fruto de la extracción del artículo y de una larga evolución de un supuesto nombre vasco: el Unibar entendido en gascón como lo Nivar daría lo Niva: [lu.ni'.βə], y finalmente en francés la Nive[cita requerida]. La 'v' intervocálica se pronuncia [β] en gascón[cita requerida]. Pero el nombre también podría provenir de *niv- (río), como el Nièvre (de *Nevera ) y estar relacionado con el del ruso Neva (Dauzat/Rostaing, Nègre, Morvan)[cita requerida]. En gascón de Bayona se debe pronunciar "Le Nibe"[cita requerida].

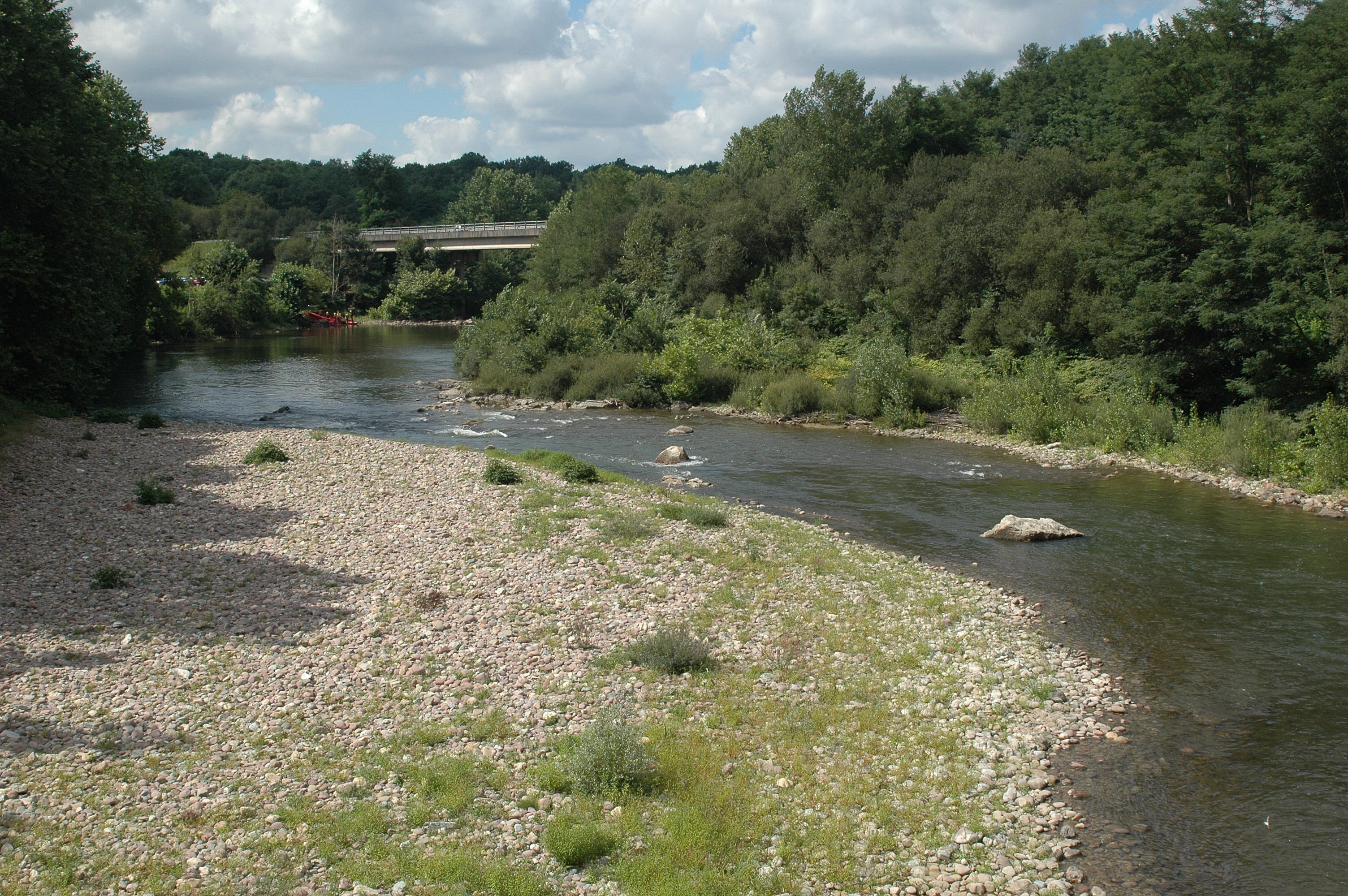
La Nive en Itxassou.

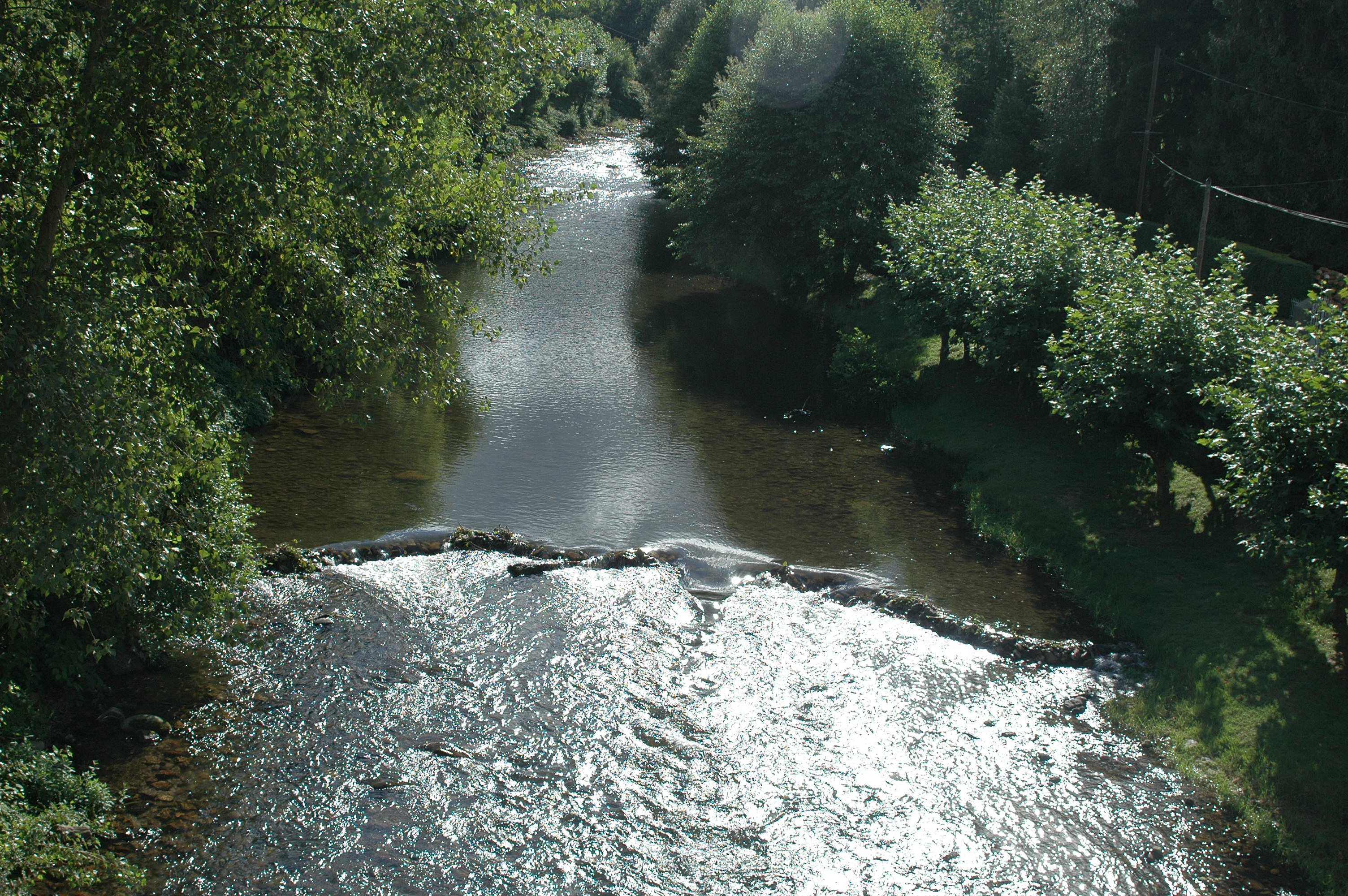
Saint-Étienne-de-Baïgorry, pequeña presa en el Nive de Alduides.

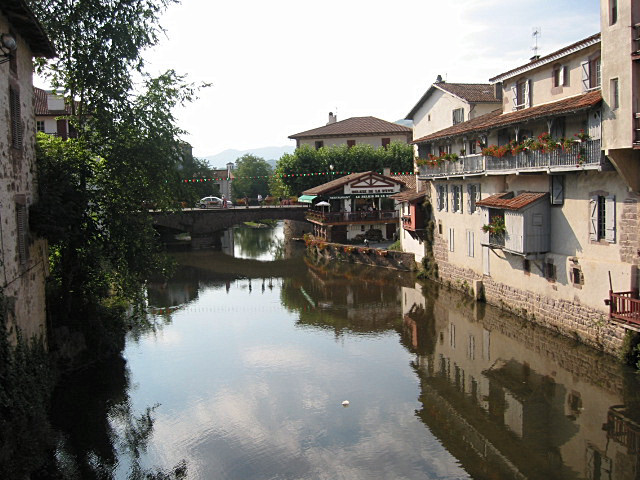
San Juan Pie de Puerto, el Nive de Béhérobie.

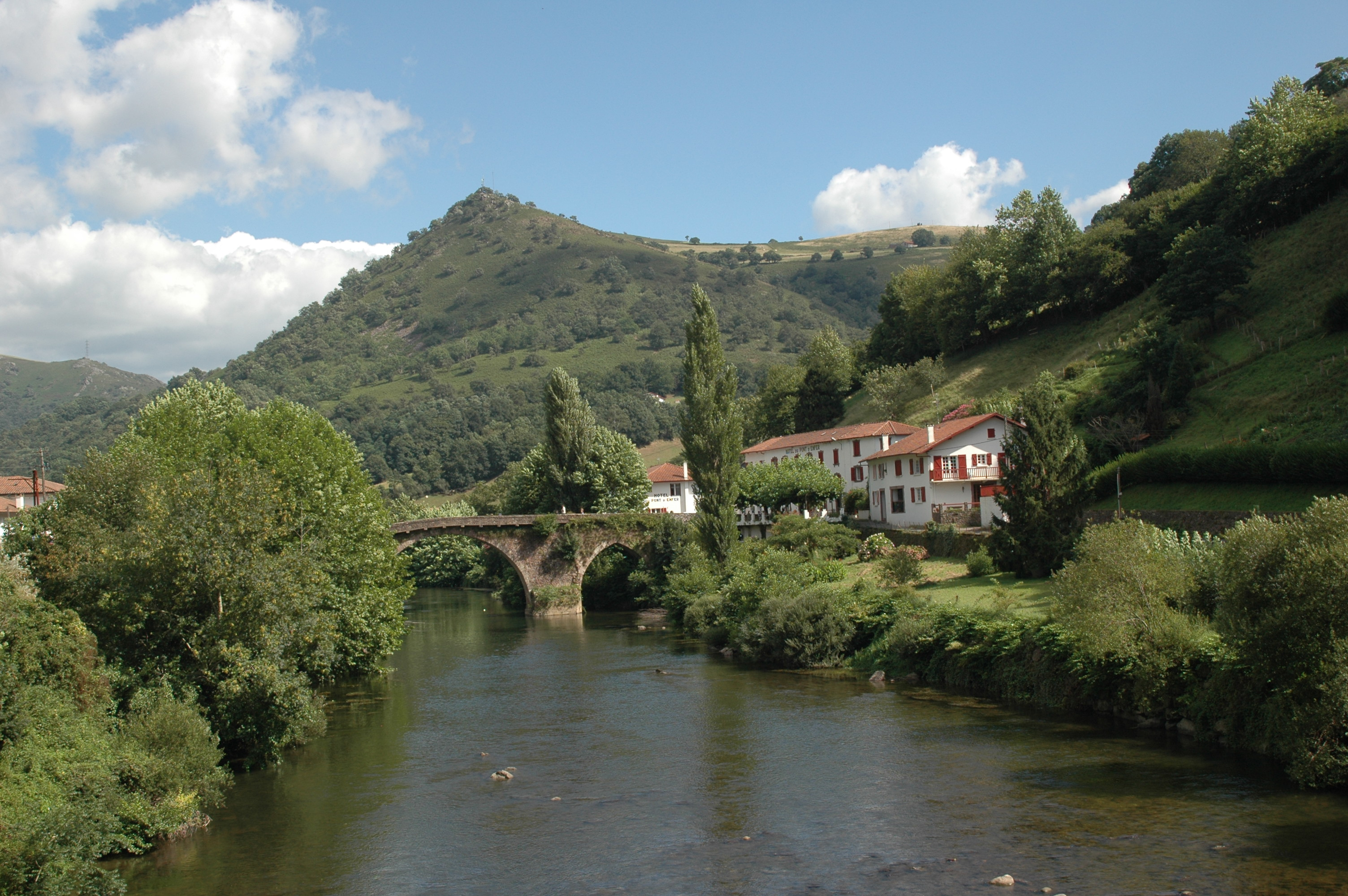
Bidarray, el puente de Noblia sobre el Nive.

## Geografía
Nace al pie del Mendizar (1.323 m), en territorio francés, bajo el nombre de Harpeko erreka. Su fuente principal se encuentra a una altitud de 360 m.
El Nive se forma cerca de San Juan de Pie de Puerto de la unión de los torrentes bajonavarros:
- el Nive de Béhérobie (curso principal),
- el Lauríbar,
- la Nive de Arnéguy o Valcarlos.

El desfiladero de Atekagaitz, al sur de Itxassou, marca su paso por la provincia de Lapurdi. Su confluencia con el Adur se encuentra en la localidad de Bayona, en su margen izquierda, a 3 metros y a menos de 10 kilómetros del mar, el Golfo de Vizcaya y el Océano Atlántico. Es sobre una colina que domina su confluencia con el Adur donde se asienta la ciudad de Bayona.
La longitud del Nive es de 79,3 km en Francia.
El Nive es apreciado por la pesca deportiva de salmónidos y la práctica de deportes de aguas bravas (descenso de ríos y barranquismo en particular).

## Principales afluentes
El Nive tiene varios arroyos o regatas afluentes que contribuyen con sus aguas por las dos márgenes, izquierda (I) y derecha (D), y cuyas longitudes se indican:
- (CP) Nive de Béhérobie.
- (D) Lauríbar, 28,1 km .
- (I) Nive d'Arnéguy, de unos 20,8 km. desde el collado de Lindux.
- (I) Berroko erreka, de Irouléguy.
- (I) Nive de Alduides, 33,6 km, desde Saint-Étienne-de-Baïgorry.
- (D) Laka, 20,5 km, de Suhescun e Irissarry.
- (I) Baztán, 12,8 km, de Bidarray.
- (D) Mouline, de Louhossoa.
- (I) Laxia, a 7,8 km , de Itxassou.
- (D) Arkatzeko erreka, de Urcuray.
- (I) Haltzuia o Ur hotxako erreka, de Haitzaga (Espelette).
- (I) Latsa, de Espelette.
- (I) Latsa o Latxa, de Jatxou.
- (I) Antzara, de Saint-Pée-sur-Nivelle.

## Hidrología
La cuenca del Nive tiene una precipitación muy alta: la precipitación media anual es de 1.680 mm. El régimen del Nive es pluvial y debido a estas abundantes precipitaciones, con una influencia muy limitada del deshielo.
Como la mayoría de los otros cursos de agua de los Pirineos en la cuenca del Adur, el Nive es un río muy caudaloso. Su caudal fue observado durante un período de 42 años (1967-2008), en Cambo-les-Bains, localidad situada a unos quince kilómetros de su confluencia con el Adur. El área así observada es de 870 km2 o el 85 %  de toda el área de captación del río.
El caudal del río en Cambo-les-Bains es de 30,2 m³/s.
El Nive presenta fluctuaciones estacionales de caudal bastante marcadas: 
- En período de alto caudal invierno-primavera que lleva el caudal medio mensual a un nivel entre 40,8 y 46,1 m³/s, de diciembre a abril inclusive (con dos máximos: el primero en diciembre-enero, y el segundo, un poco más avanzado abril). A partir del mes de mayo el caudal desciende rápidamente para terminar en el periodo de estiaje que se produce de julio a septiembre inclusive, provocando un descenso del caudal medio mensual de hasta 11,9 m³/s en agosto, que se mantiene muy coherente. Sin embargo, las fluctuaciones de caudal pueden ser mayores según el año y en períodos más cortos.

- En período de bajo caudal, el volumen consecutivo mínimo durante 3 días (VCN3) puede descender hasta los 4,8 m³/s, en caso de quinquenio seco, es decir, 4.800 l/s (litros por segundo), lo que dista mucho de ser grave y bastante normal en comparación con un curso medio de agua de la cuenca.

| Estación hidrológica de Cambo-les-Bains |
|                                         |

Las crecidas pueden ser muy importantes, especialmente porque el tamaño del área de drenaje es relativamente alto según muestran sus índices de crecidas máximas anuales:
| Período (años) | Índice (m³/s) |
| -------------- | ------------- |
| 2              | 390           |
| 5              | 530           |
| 10             | 620           |
| 20             | 710           |
| 50             | 820           |

El caudal instantáneo máximo registrado en Cambo-les-Bains durante este período fue de 745 m³/s el 1 de diciembre de 1994, mientras que el caudal máximo diario registrado fue de 515 m³/s el 16 de enero de 1981. Si comparamos el primero de estos valores en la escala ICM del río, vemos que esta crecida era un poco más grande que la crecida de 20 años definida por el ICM 20, y por lo tanto pretendía reproducirse en promedio aproximadamente cada 30 años.
Es interesante notar que los caudales de crecida del Nive son significativamente más altos que los del Marne a las puertas de París (en Gournay-sur-Marne), mientras que este último se beneficia de una cuenca casi 15 veces mayor (12,920 km2 contra 870 para el Nive). El ICM 2 del Marne es de hecho 360 m³/s, contra 390 para el Nive, y sus QIX 50 valen respectivamente 650 y 820 m³/s.
Con todo, el Nive es un río muy caudaloso. La lámina de agua que desemboca en su cuenca es de 1099 mm anuales, más de tres veces superior a la media de Francia, todas las cuencas juntas (320 mm). El caudal específico del río alcanza los 30,2 l/s por km² de cuenca.

## Localidades atravesadas
Solo en el departamento de Pirineos Atlánticos, el Nive atraviesa veinte municipios y cinco cantones:
- de aguas arriba a aguas abajo - Estérençuby (fuente), Saint-Michel, Çaro, Saint-Jean-Pied-de-Port, Uhart-Cize, Ascarat, Ispoure, Ossès, Saint-Martin-d'Arrossa, Bidarray, Louhossoa, Itxassou, Cambo-les-Bains, Halsou, Jatxou, Larressore, Ustaritz, Villefranque, Bassussarry y Bayona (confluencia).

## Deporte de aguas bravas
El Nive que atraviesa Bidarray es el principal río del País Vasco francés. Navegable todo el año, es muy popular entre los piragüistas (clubes y palistas individuales) por su proximidad geográfica con la costa vasca y las grandes ciudades de Pamplona, Bilbao, San Sebastián, Bayona, Anglet, Biarritz y Burdeos.
El río es del tipo pluvio-nival, donde la temperatura del agua nunca es muy fría ya que el océano está a solo 35 kilómetros en línea recta. La navegación es de dificultad media (clase II paso 3), porque la mayor parte de su recorrido es una sucesión de rápidos y planicies, ideal para aprender a navegar en kayak suavemente o para un descenso más accesible en balsa.
Precisamente desde que en 1991 se creó la primera base de aguas bravas del País Vasco francés, en Bidarray, en el Nive han ido surgiendo nuevas disciplinas que hacen menos elitista el descenso de su curso, rafting, hidrospeed, piragüismo y kayak hinchable forman parte de ellas.
Hoy la concurrencia del Nive en número de embarques es la más importante del departamento, se ha convertido en una importante actividad económica y turística.

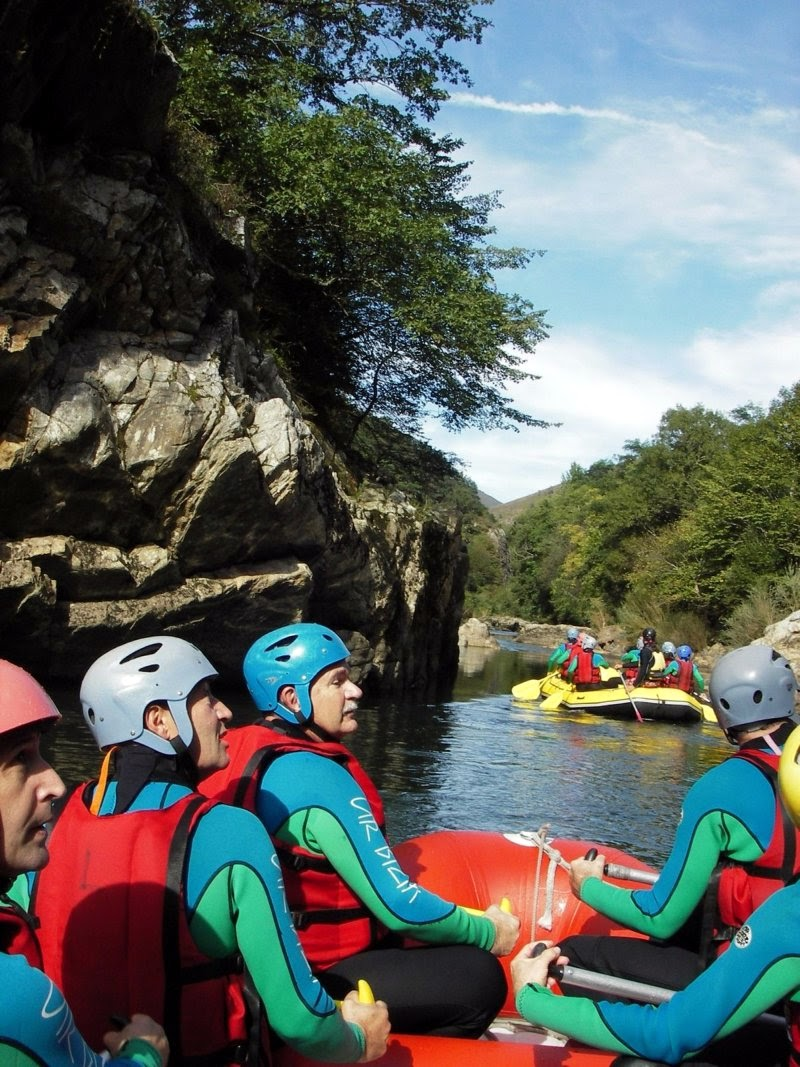
Paisaje llano.
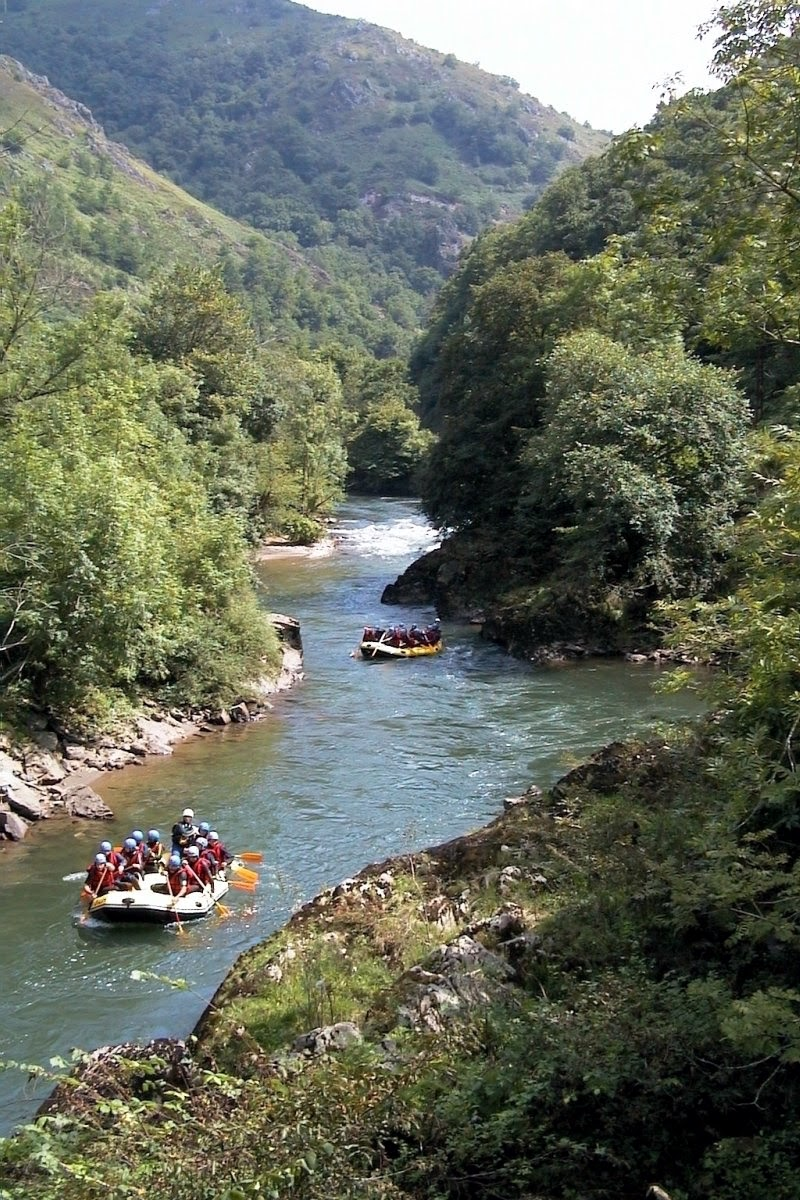
Salta desde la roca.
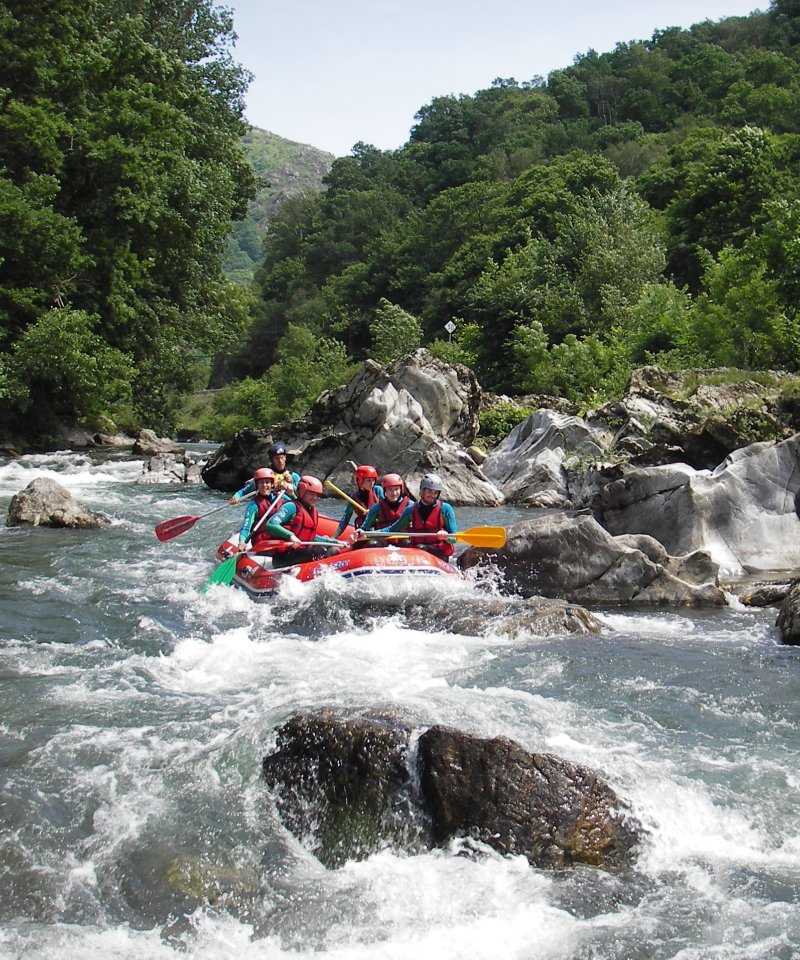
Rápido de “Charlotte”.
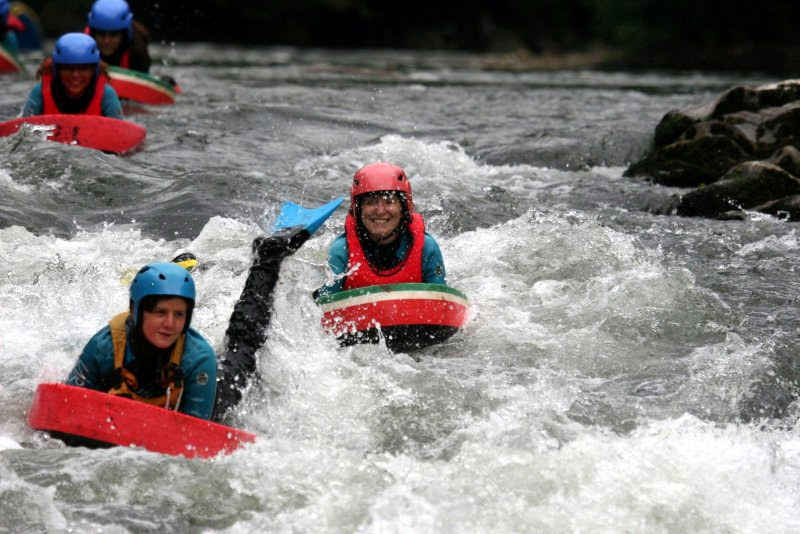
Descenso de hidrovelocidad.
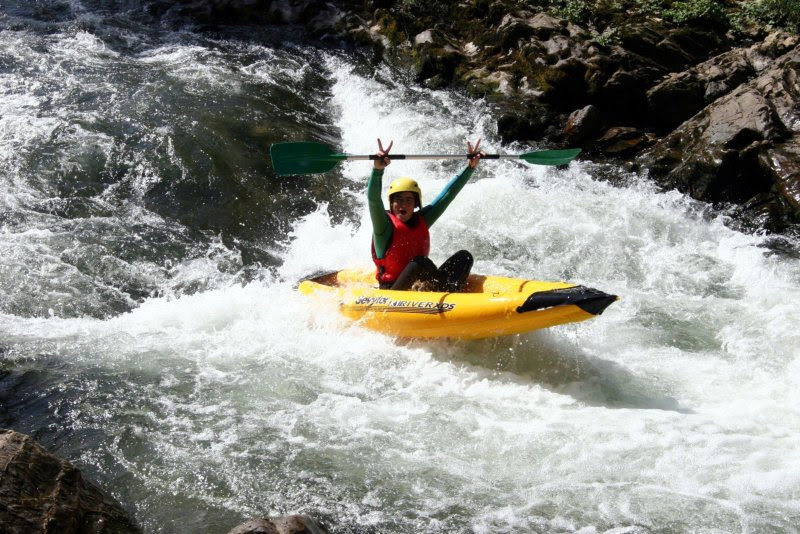
Descenso en kayak hinchable.
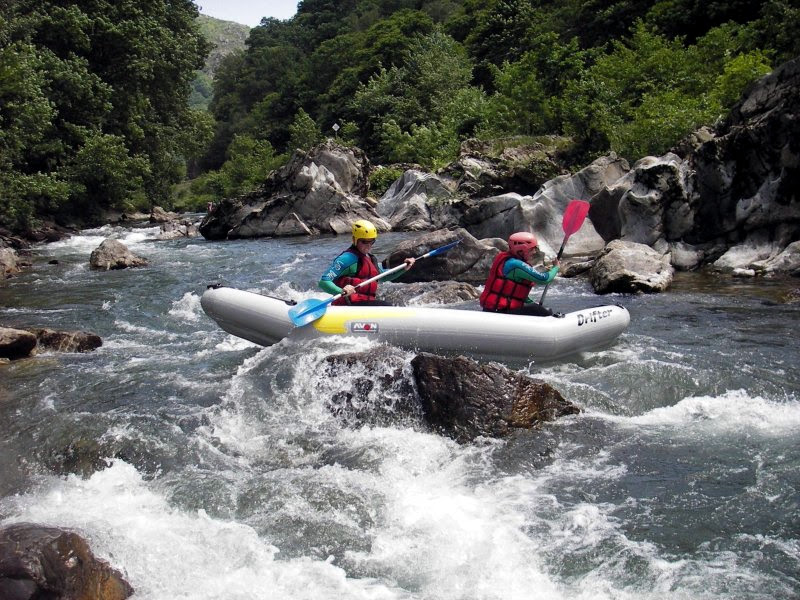
Canoa inflable.
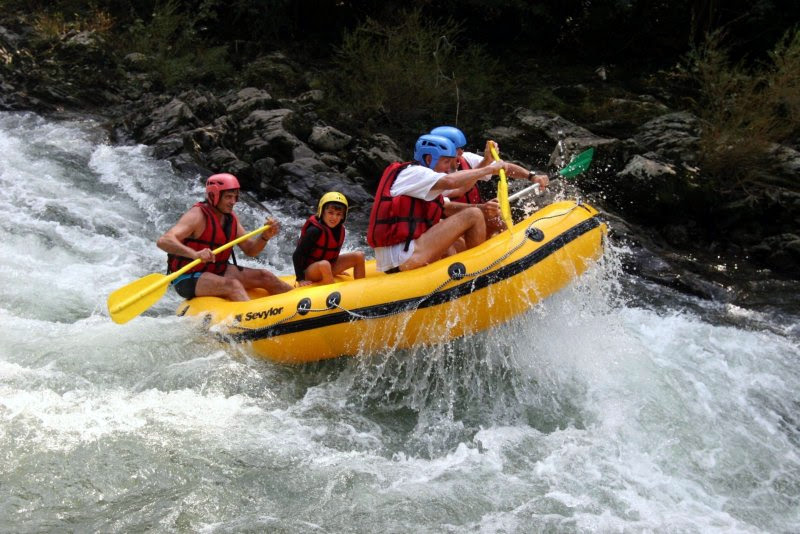
Miniraft rápido de las “3 olas”.
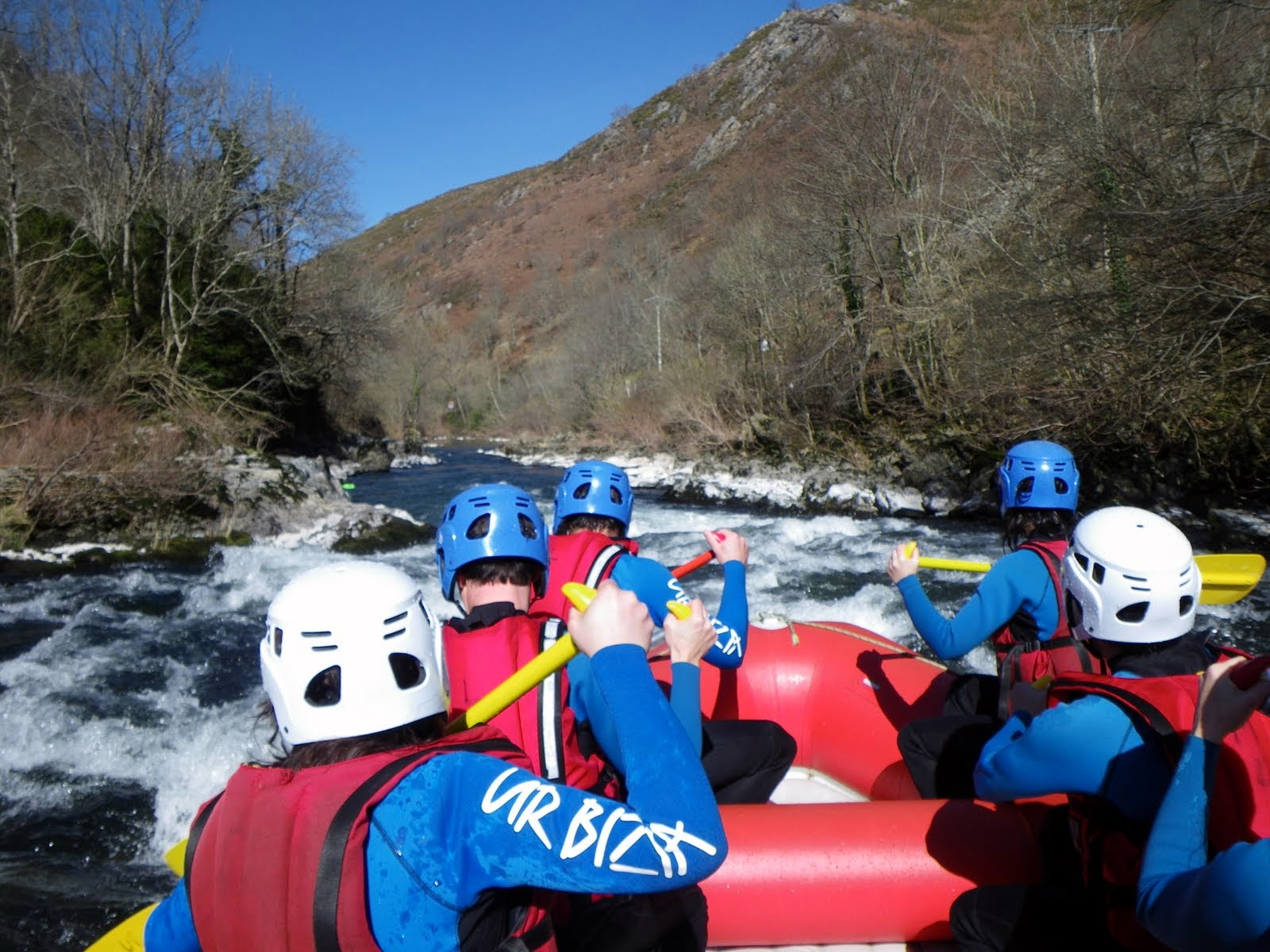
Rafting en el Nive en febrero.

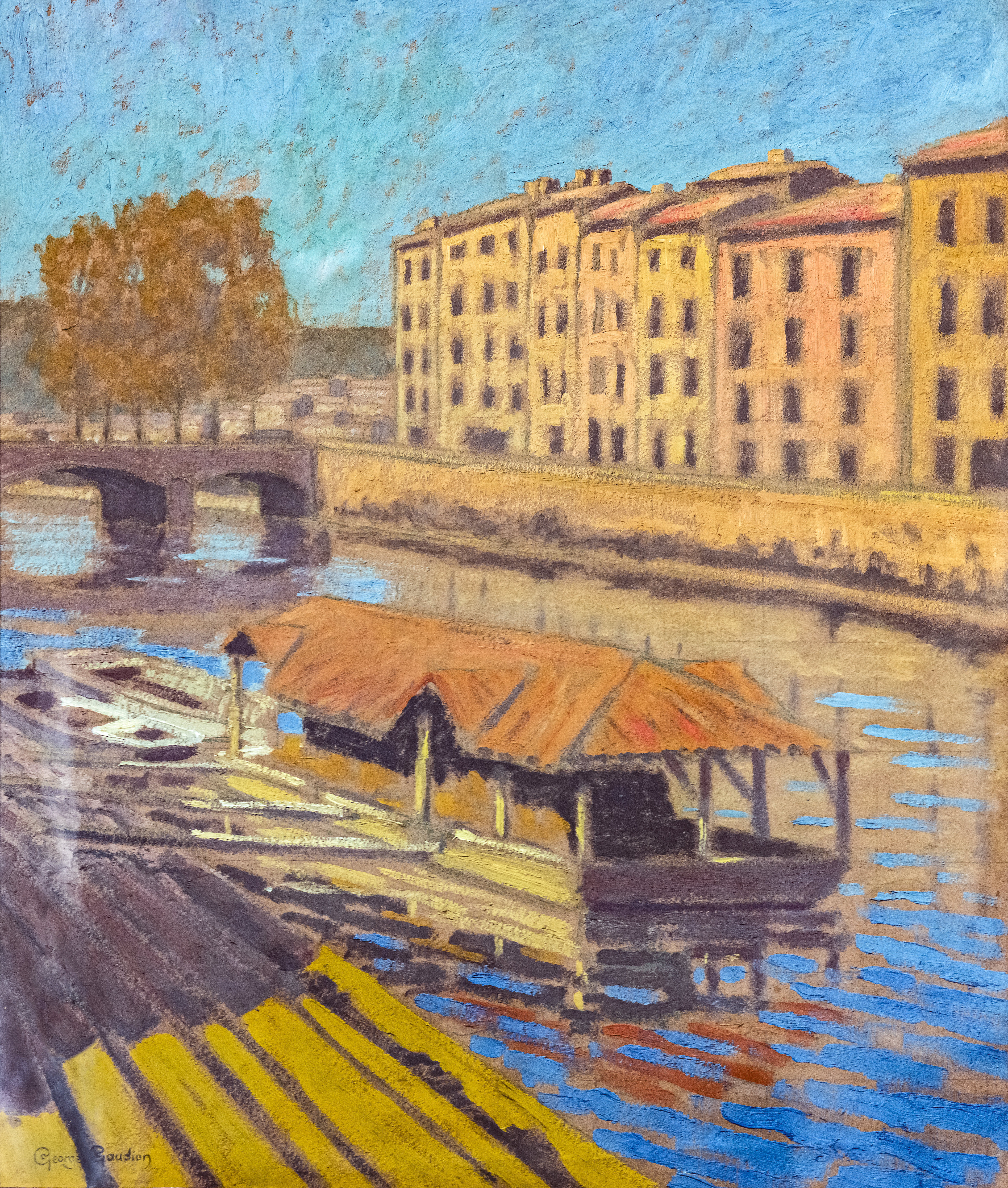
Barco de lavandería a orillas del Nive en Bayona - Georges Gaudion - Musée du Pays rabastinois

## En el arte
- En la década de 1930, el pintor tolosano Georges Gaudion pintó Bateau-lavoir a orillas del Nive en Bayona, expuesto en el Musée du Pays rabastinois de Rabastens.
- Es también el río de Las vacaciones del pequeño Nicolás, de los autores Jean-Jacques Sempé y René Goscinny.